# 薩爾瓦托雷·泰西歐
薩爾瓦托雷·「薩爾」·泰西歐（Salvatore "Sal" Tessio）是馬里奧·普佐1969年小說《教父》及兩部改編自該小說的電影《教父》（1972年）和《教父2》（1974年）中的虛構人物。名字是電影中取的。他在小說中只被稱為「泰西歐」。在電影《教父》中，泰西奧由艾巴·維戈達飾演。在《教父2》中則由約翰·阿普里亞飾演年輕的泰西歐，而維戈達則在片尾回敘1941年末的片段中重現這一角色。
泰西歐也出現在2004年的小說《教父歸來》和2006年的電子遊戲《教父》中。

## 在小說和電影中
泰西歐與彼得·克雷曼沙和維托·柯里昂結為好友，他們的犯罪生涯始於在紐約市曼哈頓小意大利充當小混混。隨著維托在黑道的黑手黨世界中逐漸坐大，泰西歐和克雷曼沙成為受他信賴的角頭。最終，維托分開這兩個大角頭，要求兩人非必要不得來往。既消除了可能針對他的陰謀串通，也讓泰西歐充當可讓柯里昂家族緊急召集其手下兵卒的“安全閥角頭”。泰西歐的地盤在布魯克林。他在那裡交遊廣泛，坐擁《大使館俱樂部》為行動基地。
大多數聯邦探員認為泰西歐是柯里昂家族中較聰明、機靈、冷酷的角頭。然而，據書中所述，他在持續十年的紐約黑手黨承平時期中相當溫和。柯里昂家族的優勢之一即在於泰西歐控制住了布魯克林。一些敵人並不知道泰西歐角頭在柯里昂帝國內部的運作，因此算不到柯里昂家族的潛力。
維托遭毒梟維吉爾·索拉索的人暗算後引發了五大家族火併。泰西歐此時成為維托長子桑尼·柯里昂的左右手，在維托不能視事時管理家族事務。小說中，泰西歐對於維托最終繼承人，么兒麥可的評價高於克雷曼沙，和柯里昂家族軍師湯姆·哈金。但他卻從未完全信任麥可，在麥可阻止報復對手艾米利奧·巴西尼侵蝕其布魯克林地盤時至感沮喪。泰西歐最終背叛了麥可，幫助安排和巴西尼及菲利普·塔塔利亞會晤，以暗算麥可。會面地點位於麥可理當感到安全無虞的泰西歐布魯克林地盤。而泰西歐將在麥可身後繼承柯里昂家族以為回報。
在小說中，泰西歐在維托死後不久即協助促成會晤。在電影中，泰西歐則是在維托的葬禮中找上麥可討論會面事宜。而麥可早從父親生前的警告中預見此事：任何向麥可提議與巴西尼見面的人都是家族叛徒。泰西歐此舉令哈金大吃一驚，他原本以為背叛麥可的應是克雷曼沙。麥可則告訴他：“這是明智之舉。泰西歐一向比較精明。”
數日後，當泰西歐正準備護送麥可和哈金前往布魯克林開會，但威利·奇契卻通知他，麥可將單獨前往。猝不及防的泰西歐認為這會影響其「安排」，而哈金置身事外。幾名殺手上前包圍住泰西歐，於是他立刻明白了當下處境。泰西歐平靜地讓哈根傳話給麥可，此舉並非出於私怨，乃是生意上的考量。他請求哈金助他脫身不成。於是靜靜地離開，接受自己的命運。

## 在續集小說中
馬里奧的原著和電影都暗示泰西歐受到制裁，但馬克·溫加德納的續集小說《教父歸來》卻說成是遭他自己手下Nick Geraci近距離槍殺。在這部小說中，Geraci被選中接替他為角頭；但在原著中是由艾爾·奈里接管其勢力。

## 在《教父：遊戲》中
在電子遊戲的改編下，泰西歐在遊戲前半部分是主要的僱佣殺手。其後與哈金和威利·奇契對峙完即被遊戲主角Aldo Trapani械送到他要背叛麥可之處。他藉機逃跑而被Trapani追殺。在遊戲中，泰西歐死於洗禮中的大掃蕩之前，不同於電影。